# Ulrich Ernst Wilhelm Bonk
Ulrich Ernst Wilhelm Bonk (* 29. September 1940 in Küstrin; † 30. Juli 2023 in München) war ein deutscher Arzt, Professor für Pathologie, Onkologie und Public Health sowie Berater für Ethik im Gesundheitswesen.

## Leben
Bonk studierte Medizin an der Karls-Universität in Prag und der Humboldt-Universität in Berlin (Charité) sowie Ethik im Gesundheitswesen bei Stella Reiter-Theil, Basel und Nürnberg.
Nach dem Staatsexamen als Arzt in Berlin 1964 ging er mit seinem Doktorvater Carl Coutelle, der einen Ruf als Ordinarius erhielt, als wissenschaftlicher Assistent an das Institut für Pathologie der Martin-Luther-Universität Halle-Wittenberg. Er promovierte zum Thema Experimentell-elektronenoptischer Beitrag zum infiltrierenden Tumorwachstum. Er war Autor von Publikationen mit der multidisziplinären Arbeitsgruppe zum Tumorwachstum. Bonk wurde von Coutelle auf die Leitung der Pathologie in einem geplanten Tropeninstitut in Leipzig vorbereitet. Hintergrund war die dramatische Zunahme von parasitären Erkrankungen (Würmer) bei Chinesen und zehntausenden Vietnamesen, die in der DDR während der chinesischen Kulturrevolution bzw. des Vietnamkrieges arbeiteten. Durch Kontakte mit einstigen Mitstreitern seines Mentors wurde er als Schiffsarzt mehrfach auf große Fahrt geschickt, vor allem in den fernen Osten zu entsprechenden Studien zur Parasitologie.
Ab 1976 baute er das Institut für Pathologie für die Freie Hansestadt Bremen auf. Das Fach hatte sich dabei gewandelt von der Obduktionstätigkeit vermehrt zur histologischen und zytologischen Begutachtung mit zusätzlichen molekularen Untersuchungen. Für die Studenten und Ärzte schrieb er Anleitungen und Empfehlungen wie mit den Präparaten der „lebenden Patienten“ umzugehen ist. Daraus entstand das erste deutsche Taschenbuch dieser Art: Biopsie und Operationspräparat. Kompendium für Ärzte und Studenten. Weitere Bücher folgten. 1977 führte er in Bremen multidisziplinäre Tumorkonferenzen ein. 1979 war er mit Heinrich Maass und Karsten Vilmar Gründer des Tumorzentrums Bremen, später umbenannt zum Tumorzentrum der Bremer Krebsgesellschaft, und er war Vorsitzender des Vereins. Bonk war aktives Mitglied der amerikanischen Gesellschaft für Zytopathologie (MIAC) mit Sitz in Québec/Kanada.
Mit Einführung des Praktischen Jahres 1979 an den Bremer Kliniken unterrichtete Bonk Studenten aus Göttingen im Fach Pathologie. An der Universität Bremen hielt er regelmäßig Vorlesungen in Zytologie und Molekularer Pathologie für Biologen und zu morphologischen und molekularen Grundlagen bei Tumorerkrankungen mit Piere Rogalla für die Public Health-Studenten ab. Mit dem von ihm herausgegebenen Buch Breast Cancer: International recommendations for an objective diagnosis gewann Bremen 2000 die Ausschreibung der Krankenkassen für das Pilotprojekt zur Einführung des Mammographie-Screenings in Deutschland. Er war dadurch der erste deutsche Pathologe bei diesem Projekt und in den Folgejahren Zweitbeurteiler der histologischen Präparate anderer Pathologen. Aufgrund wissenschaftlicher molekulargenetischer Arbeiten und Begutachtungen von Dissertationen mit Gewebe unterschiedlichster Art aus dem Pathologischen Institut entstanden in Zusammenarbeit mit Jörn Bullerdiek, dem Leiter des Zentrums für Humangenetik der Universität Bremen, Vorlesungen und Seminare für die Studenten an der privaten Jacobs-Universität in Bremen. Durch die Tumorkonferenzen und als Vorsitzender des Tumorzentrums sowie durch das Engagement des damaligen Amtsarztes David Klemperer gründeten beide einen interdisziplinären Schmerzzirkel, um die Schmerztherapie von Tumorpatienten in Bremen-Nord zu verbessern. Bachelor- und Masterarbeiten des Public Health-Studienganges unter Leitung von Eberhard Greiser, Bremer Institut für Präventionsforschung und Sozialmedizin, konnten eine deutliche Verbesserung in der Behandlung der Patienten durch Schulung und Fortbildung nachweisen. Hieraus ging in den 1990er Jahren der Hospiz-Verein in Bremen-Nord hervor, angeregt vor allem durch weibliche Pflegende, die die mangelhafte Schmerztherapie im Vergleich zu Dänemark kritisierten.
Zum Zeitpunkt seiner Pensionierung wurden im Zentrum für Pathologie des Klinikum Bremen-Mitte unter seiner Leitung Biopsien und Operationspräparate von 50.000 Patienten jährlich begutachtet.
Bonk lebte lange Zeit in München. Der Spielführer der Fußballnationalmannschaft Fritz Szepan war sein Onkel.

## Weitere Aktivitäten und Mitgliedschaften
Drei Legislaturperioden wurde er als Delegierter der Bremer Ärztekammer gewählt, nahm mehrfach als Vertreter Bremens am Deutschen Ärztetag teil und war  Mitglied im Ausschuss der Bundesärztekammer für Schlichtungsfragen.
2006, nach seiner Verabschiedung, beteiligte sich Bonk am Aufbau eines klinischen Ethikkomitees im Klinikum. Er ging nach England und wurde Mitglied des General Medical Council (englische Ärztekammer), um sich intensiv mit dem britischen Gesundheitssystem vertraut zu machen und als Vorbereitung für eine ehrenamtliche Tätigkeit in Afrika. Er schulte in Äthiopien und Ghana das medizinische Fachpersonal in den Grundlagen der Zytologie, angesichts fehlender Früherkennung von Tumoren in den meisten afrikanischen Staaten. Als Mitglied des Vereins One World Medical Network mit der Internetplattform Campus Medicus kann Bonk von Deutschland aus Ratschläge bei der Beurteilung von zytologischen und histologischen Präparaten aus den Entwicklungsländern geben.
Bonk war Landesvorsitzender des Verbandes der leitenden Krankenhausärzte in Bremen. Ab 1982 setzte er sich für die Einführung klinischer Krebsregister in Deutschland ein.
2008 wurde Bonk Landesvorsitzender des Bremer Hospiz- und Palliativverbandes und ein Jahr später in den Bundesvorstand des Deutschen Hospiz- und PalliativVerband (DHPV) gewählt. 2012 erfolgte die Wahl in den geschäftsführenden Vorstand des DHPV, wo er bis 2014 als stellvertretender Bundesvorsitzender des DHPV tätig war. Außerdem war er Mitglied der Steuerungsgruppe der Charta zur Betreuung schwerstkranker und sterbender Menschen in Deutschland und beim Aufbau der Nationalen Strategie zur Umsetzung der Charta beteiligt.

## Ehrungen
- Honorarprofessor der Universität Göttingen
- Honorarprofessor der Universität Bremen
- Ehrenmitglied des Tumorzentrums der Bremer Krebsgesellschaft

## Werke
- Experimentell-elektronenoptischer Beitrag zum infiltrierenden Tumorwachstum; Promotion
- Biopsie und Operationspräparat. Kompendium für Ärzte und Studenten. Karger Verlag, Basel 1983.
- Hg. mit Carl R. Meier: Zytologie und Hämatozytologie. Sympomed Verlag.
- Hg.: Breast Cancer: International recommendations for an objective diagnosis. Urban & Fischer Verlag, 2000.
- mit Hildegard Feldmann: Mammographie-Kompendium für die kurative und Screening-Mammographie. Schmidt-Römhild-Verlag.
- Volkhard Rippe, Norbert Drieschner, Maren Meiboom, Hugo Murua Escobar, Ulrich Bonk, Gazanfer Belge and Jörn Bullerdiek: Identification of a gene rearranged by 2p21 aberrations in thyroid adenomas. Center for Human Genetics, University of Bremen, Bremen 2003.[4]
- Unter dem Namen Ulrich E. W. Szepan: Abschiedsgolf, Sportbuch. novum pro Verlag, 2010, ISBN 978-3-9900311-9-3.